# 한국농구연맹
한국농구연맹(韓國籠球聯盟, Korean Basketball League, KBL)은 대한민국의 남자 프로 농구를 관할하는 스포츠 행정 기구이다. 한국프로농구를 주관하고 대한민국 국민에게 농구를 널리 보급하여 국민체력 향상과 여가선용의 기회를 제공하고 건전한 사회 분위기 조성을 목적으로 1996년 11월 22일에 설립된 대한민국 문화체육관광부 소관의 사단법인이다.

## 연혁
- 1993년 5월 : 대한농구협회 내에 프로농구 추진위원회 설치
- 1995년 10월 : 가칭 `한국농구연맹' 설립준비위원회 발족
- 1996년 10월 16일 :  KBL 창립총회 개최. 정관 승인. 윤세영 KBL 초대 회장 임명.
- 1996년 10월 18일 :  규약 승인. 회원가입금 15억원으로 결정.
- 1996년 10월 28일 :  원주 나래 블루버드 회원 가입 승인.
- 1996년 11월 22일 :  문화체육부, KBL 법인 설립 허가.
- 1996년 12월 18일 :  광주 나산 플라망스 회원 가입 승인.
- 1997년 2월 1일 :  FILA배 1997 프로농구 개막.
- 1997년 5월 1일 :  부산 기아 엔터프라이즈, 1997 프로농구 우승.
- 1997년 9월 4일 :  청주 SK 나이츠 회원 가입 승인.
- 1998년 7월 21일 :  LG 세이커스 연고지 경남에서 경상남도 창원시으로 변경 승인.
- 1998년 4월 11일 :  대전 현대 다이냇 1997-1998 프로농구 우승.
- 1999년 4월 6일 :  대전 현대 다이냇 1998-1999 프로농구 우승.
- 1999년 8월 19일 : (주)골드뱅크커뮤니케이션즈, 광주 나산 플라망스 농구단 인수.
- 1999년 10월 1일 : 신세기통신, 인천 대우 제우스 농구단 인수. 팀명(인천 신세기 빅스)
- 2000년 4월 2일 :  청주 SK 나이츠 1999-2000 프로농구 우승.
- 2001년 4월 6일 :  수원 삼성 썬더스 2000-2001 프로농구 우승.
- 2001년 5월 31일 :  KCC, 대전 현대 걸리버스 농구단 인수.
- 2001년 5월 31일 : 대전 현대 걸리버스농구단, 대전광역시에서 전라북도 전주시로 연고지이전. 팀명(전주 KCC 이지스)
- 2001년 6월 1일 :  서울 연고팀(삼성 썬더스, SK 나이츠) 선정.
- 2001년 7월 16일 :  KBL 사옥(강남구 논현동 소재 시티탑 빌딩) 매입 결정.
- 2002년 4월 19일 :  대구 동양 오리온스 2001-2002 프로농구 우승.
- 2002년 6월 25일 :  KBL 논현동 사옥 입주.
- 2002년 11월 22일 :  김영기 제3대 총재 취임.
- 2003년 4월 6일 :  원주 TG 엑써스 2002-2003 프로농구 우승.
- 2003년 8월 6일 :  전자랜드, 인천 SK빅스 농구단 인수.
- 2003년 9월 1일 :  여수 코리아텐더 푸르미, 전라남도 여수시에서 부산광역시로 연고지이전.
- 2003년 11월 21일 :  KTF, 부산 코리아텐더 맥스텐 농구단 인수. 팀명(부산 KTF 매직윙스)
- 2004년 2월 4일 : 사단법인 한국농구연맹에서 사단법인 KBL로 명칭 변경.
- 2004년 4월 10일 :  전주 KCC 이지스 2003-2004 프로농구 우승.
- 2004년 4월 30일 :  제4대 김영수 총재 취임.
- 2004년 5월 28일 :  외국인 선수 선발방식 자유선발제로 변경 결정.
- 2005년 4월 17일 :  원주 TG 삼보 엑써스 2004-2005 프로농구 우승.
- 2005년 9월 15일 :  KT&G, 안양 SBS 스타즈 농구단 인수.
- 2005년 10월 19일 :  동부화재, 원주 TG 삼보 엑써스 농구단 인수.
- 2006년 4월 25일 :  서울 삼성 썬더스 2005-2006 프로농구 우승.
- 2007년 3월 14일 :  한국프로농구 통산 1천만 관중 돌파.
- 2007년 5월 1일 :  울산 모비스 피버스 2006-2007 프로농구 우승.
- 2008년 4월 25일 :  원주 동부 프로미 2007-2008 프로농구 우승.
- 2008년 9월 1일 :  제6대 전육 총재 취임.
- 2009년 5월 1일 :   전주 KCC 이지스 2008-2009 프로농구 우승.
- 2010년 4월 11일 :  울산 모비스 피버스 2009-2010 프로농구 우승.
- 2011년 4월 26일 :  전주 KCC 이지스 2010-2011 프로농구 우승.
- 2011년 6월 27일 :  대구 오리온스 농구단, 대구광역시에서 경기도 고양시로 연고지이전. 팀명(고양 오리온스)
- 2011년 9월 1일 :  제7대 한선교 총재 취임.
- 2012년 4월 6일 :  안양 KGC인삼공사 2011-2012 프로농구 우승.
- 2013년 4월 17일 :  울산 모비스 피버스 2012-2013 프로농구 우승.
- 2014년 4월 10일 :  울산 모비스 피버스 2013-2014 프로농구 우승.
- 2014년 7월 1일 :  제8대 김영기 총재 취임.
- 2015년 4월 4일 :  울산 모비스 피버스 2014-2015 프로농구 우승.
- 2016년 3월 29일 :  고양 오리온 오리온스 2015-2016 프로농구 우승.
- 2017년 5월 2일 :  안양 KGC인삼공사 2016-2017 프로농구 우승.
- 2018년 4월 18일 :  서울 SK 나이츠 2017-2018 프로농구 우승.
- 2018년 7월 1일 :  제9대 이정대 총재 취임.
- 2019년 4월 21일 :  울산 현대모비스 피버스 2018-2019 프로농구 우승.
- 2020년 3월 24일 :  2019-2020프로농구 코로나19로 조기종료 (SK,DB 공동1위)
- 2021년 5월 9일 :  안양 KGC인삼공사 2020-2021 프로농구 우승.
- 2021년 6월 9일 : 한국가스공사, 인천 전자랜드 엘리펀츠 농구단 인수.
- 2021년 7월 1일 : 제10대 김희옥 총재 취임.
- 2021년 9월 27일 : 대구 한국가스공사 페가수스 창단. 연고지 대구광역시로 확정함.
- 2022년 5월 10일 :  서울 SK 나이츠 2021-2022 프로농구 우승.

## 주요 사업
- 직업농구경기 주최
- 농구기술 향상을 위한 연구 및 국제 교류
- 농구선수, 지도자, 심판, 경기원의 교육사업
- 농구에 관한 출판물 발간 및 농구의 보급
- 농구경기 시설용품의 검정 및 공인 등

## 역대 총재
| 대수  | 총재   | 임기                                | 비고 |
| ----- | ------ | ----------------------------------- | ---- |
| 1,2대 | 윤세영 | 1996년 11월 22일 ~ 2002년 11월 21일 |      |
| 3대   | 김영기 | 2002년 11월 22일 ~ 2004년 4월 30일  |      |
| 4,5대 | 김영수 | 2004년 5월 1일 ~ 2008년 9월 1일     |      |
| 6대   | 전육   | 2008년 9월 1일 ~ 2011년 8월 31일    |      |
| 7대   | 한선교 | 2011년 9월 1일 ~ 2014년 6월 30일    |      |
| 8대   | 김영기 | 2014년 7월 1일 ~ 2018년 6월 30일    |      |
| 9대   | 이정대 | 2018년 7월 1일 ~ 2021년 6월 30일    |      |
| 10대  | 김희옥 | 2021년 7월 1일 ~ 2024년 6월 30일    |      |
| 11대  | 이수광 | 2024년 7월 1일 ~                    |      |

## 참고 문헌
- “KBL 소개(연혁)”. 2007년 4월 6일에 원본 문서에서 보존된 문서. 2008년 2월 18일에 확인함.

## 같이 보기
- 대한민국농구협회
- 한국프로농구
- 한국여자농구연맹
- 한국실업농구연맹
- 한국대학농구연맹
- 한국중고등학교농구연맹
- 한국초등농구연맹